# مامادو
مامادو ممثل مصري من مواليد 11 سبتمبر2006
بالقاهرة. وقد بدأ عمله كممثل سنة 2011 حيث كان عمره أربع سنوات.

## أعماله

### الأفلام
- أسد سيناء (2016).
- أمن دولت (2011).
- ساعة ونص (2012).
- تيتة رهيبة (2012)

### المسلسلات
- المنتقم (2012).
- ابن موت (2012).
- حاميها وحراميها (2013).
- جذور (2013).
- أنا وبابا وماما (2014).
- عفاريت محرز (2014). سيت كوم
- علاقات خاصة (2015).
- راجل وست ستات الموسمين التاسع والعاشر (2016).
- رمضان كريم
- رمضان كريم الجزء الثانى

## روابط خارجية
- مامادو على موقع قاعدة بيانات الأفلام العربية